# 深浦號列車
深浦（日语：／ Fukaura */?）號列車是行走於弘前站、青森站至深浦站之間的快速列車，由東日本旅客鐵道（JR東日本）營運。列車途經奧羽本線和五能線。
在本條目內，將會記載除了「渡假白神」外，於五能線內行走的快速列車之演變。

## 運行概況
截至廢除一刻，「深浦」共有1個往返班次，下行班次列車會在川部站把列車分割至兩列列車，分別前往弘前和青森，而上行班次只有從青森出發。
「深浦」於五能線內各站停車，因此快速區間比較少，特別是前往弘前的班次在末期是沒有任何通過站。

### 停車站
深浦站 -（五能線內各站停車）- 川部站 - 北常盤站 - 浪岡站 - 津輕新城站 - 新青森站 - 青森站
※前往弘前的班次整個區間各站停車。

### 使用車輛
截至廢除一刻，「深浦」使用KiHa40系柴油列車行走。下行列車以4卡編成，列車從深浦站出發時以2卡編成，該編成為前往弘前，隨後到達鰺澤站後，於列車前進方向前方增結2卡。增結的2卡為前往青森。上行列車從青森站出發的班次為2卡編成。
曾經「深浦」使用KiHa58系柴油列車行走。另外在急行時代於深浦到發的列車中，曾經使用KiHa11形100番台柴油列車、KiHa20形柴油列車和KiHa22形柴油列車。在運行末期使用はKiHa40形500番台柴油列車。

## 五能線快速列車演變（與弘前站至青森站之間的快速列車演變）

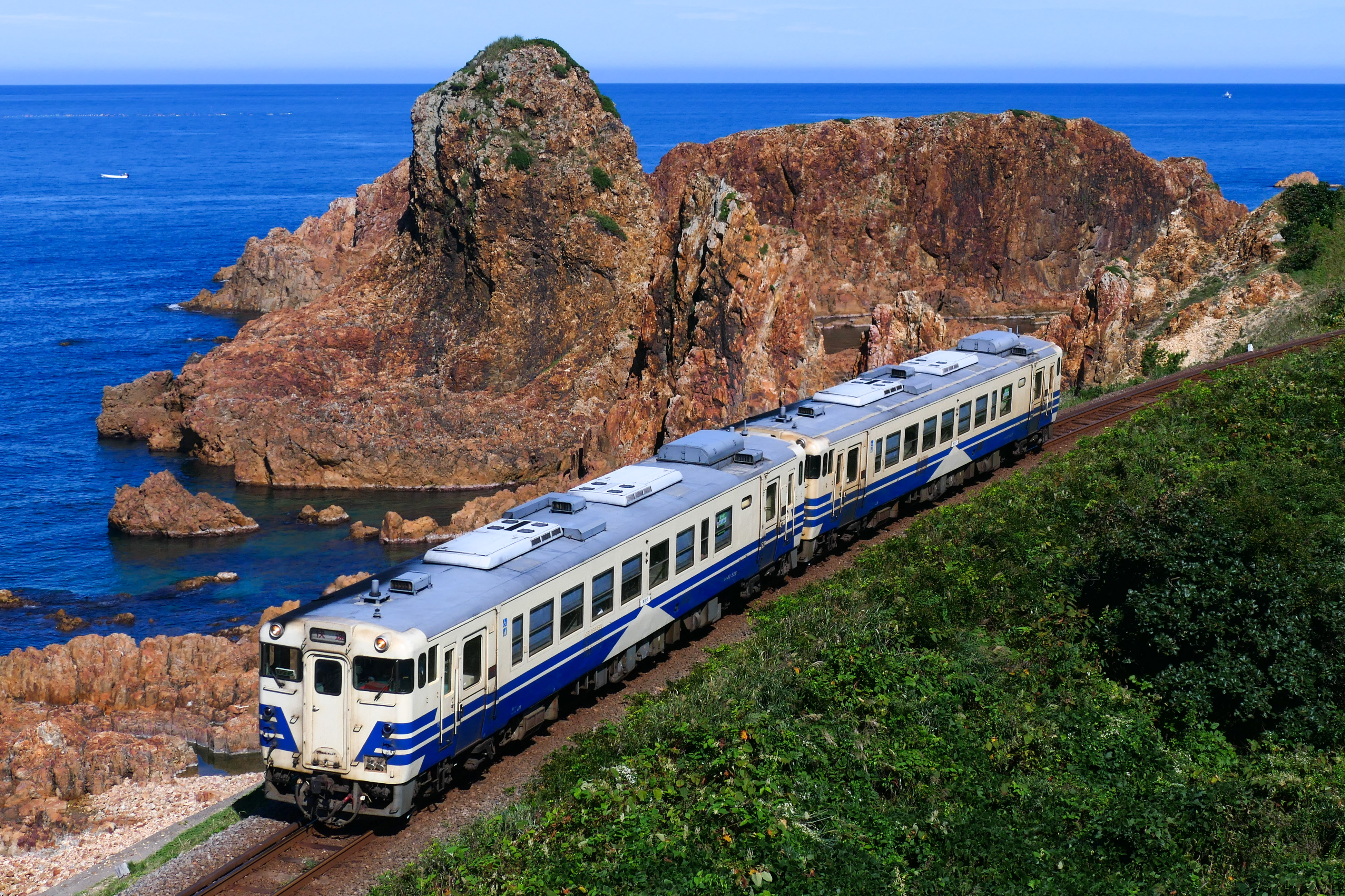
在2018年起，快速列車只剩上行1班

- 1965年（昭和40年）10月1日：開設行走於鰺澤站至青森站、鮫站之間的準急列車「岩木」。
「岩木」這個列車名稱曾經用在行走於秋田站至青森站之間（途經奧羽本線）的準急列車。該列車名稱直至1961年9月15日前還在使用（參見津輕號列車）。
另外，當時的停車站包括鯵澤站 - 木造站 - 五所川原站 - 板柳站 - 川部站 - 浪岡站 - 青森站[1]。
- 1968年（昭和43年）
  - 3月25日：準急列車制度廢除，「岩木」升級至急行列車。另外，上行列車的起點站從鰺澤站變更為深浦站。
  - 10月1日：「岩木」改名為「深浦」。
    - 當時的停車站
深浦站 - 追良瀨站 - 北金澤站 - 鯵澤站 - 木造站 - 五所川原站 - 陸奧鶴田站 - 板柳站 - 川部站 - 浪岡站 - 青森站 - 淺蟲站（現時：淺蟲溫泉站） - 小湊站 - 野邊地站 - 三澤站 - 尻內站（現時：八戶站） - 八戶站（現時：本八戶站） - 小中野站 - 鮫站
- 1971年（昭和46年）10月1日：當日起，「深浦」的到發站延長至陸奧岩崎站，但只限觀光季節[2]。
- 1972年（昭和47年）3月15日：「深浦」的運輸區間延長至陸中八木站。同時，「深浦」在八戶站 （舊稱：尻內站）至陸中八木站之間（於整個八戶線內）變為普通列車。
  - 急行「深浦」的運行區間中，會有最短1卡，最長4卡編成（啟有車廂為普通車自由席）的時候。上行列車方面，深浦站至鯵澤站之間以1卡編成，鯵澤站至川部站之間以4卡編成，川部站至陸中八木站之間以3卡編成行走。另外，從深浦站出發的1卡編成會前往黑石（川部站至黑石站之間為普通列車）。下行列車方面，陸中八木站至青森站之間以3卡編成，青森站至川部站之間以7卡編成（與急行「陸奧4號」前往秋田的班次（該班次3卡編成）結併行走[3]），川部站至鯵澤站之間以4卡編成，鯵澤站至深浦站之間以1卡編成行走。
- 1974年（昭和49年）7月：「深浦」臨時延長運輸至陸奧岩崎站（深浦站至陸奧岩崎站之間為普通列車，隨後毎年都會有相關措施）。
- 1975年（昭和50年）3月10日：「深浦」深浦站至鯵澤站之間變為普通列車。
- 1978年（昭和53年）
  - 7月：取消「深浦」臨時延長運輸至陸奧岩崎站（在78年的延長區間以快速列車行駛）。
  - 10月2日：「深浦」鰺澤站至川部站之間變為普通列車（下行列車在五所川原站至川部站之間為快速列車）。
- 1982年（昭和57年）11月15日：急行「深浦」降級為快速列車。運輸區間改為深浦站至青森站之間。
- 1986年（昭和61年）11月1日：開設快速「岩木」，行走於五所川原站、弘前站至青森站之間。
- 1989年（平成元年）8月1日：前往青森的「深浦」班次開始與前往弘前的列車編成連結。
- 1993年（平成5年）12月1日：「岩木」的列車名稱由漢字改為平假名。運輸區間改為秋田站、大館站、弘前站至青森站之間，不再駛入五能線[4]。同時改用電動列車[4]。
- 2002年（平成14年）12月1日：「岩木」這個愛稱被消滅。變為沒有愛稱的快速列車（青森站 - 弘前站、大館站）。同時，「深浦」的下行班次於五所川原站至川部站之間變為普通列車，該班次於五能線內各站停車。
- 2010年（平成22年）12月4日：隨著東北新幹線八戶站至新青森站之間開通（全線開通），「深浦」加停新青森站，通過車站只有大釋迦站和鶴坂站兩站。
- 2014年（平成26年）3月15日：「深浦」被廢除。
- 2018年（平成30年）3月17日：實施時間表修正，新設上行1班沒有愛稱的快速列車，從弘前站前往東能代站[5]。
  - 停車站：弘前站 → (這個區間之間各站停車) → 鰺澤站 → 北金澤站 → 千疊敷站 → 深浦站 → WeSPa椿山站 → 十二湖站 → 岩館站 → 秋田白神站 → 能代站 → 東能代站

### 列車名稱的由來
- 「岩木」…從車窗中可看見岩木山。
- 「深浦」…取自地名深浦町。

## 注腳
1. ↑  《広報あじがさわ》昭和40年9月第69號1頁「準急岩木鰺ヶ沢-青森間開通」
2. ↑  東奧日報1971年10月1日晨刊｢奥羽本線全線電化｣廣告內的國鐵秋田鉄道管理局通知。
3. ↑  急行「陸奧4號」在大館站至秋田站之間會與從盛岡站出發，途經花輪線前往秋田的急行「米代4號」結併。
4. 1 2  . 交通新聞 (交通新聞社). 1993-10-21: 2 （日语）.
5. ↑   (PDF). 東日本旅客鐵道秋田分社. 2017-12-15  [2017-12-15]. （原始内容 (PDF)存档于2017-12-15） （日语）.